# Символ сома
Символ или знак сома (⃀) — типографский символ, который входит в группу «Символы валют» (англ. Currency Symbols) стандарта Юникод: оригинальное название — Som sign (англ.); код — U+20C0. Используется для представления национальной валюты Кыргызстана — сома.
Характерные символы, выполняющие эти функции: с • с. Кроме того, для краткого представления сома используются коды стандарта ISO 4217: KGS и 417.

## Начертание
Символ «⃀» представляет собой подчёркнутую заглавную букву кириллицы «С». Это горизонтальное подчёркивание, согласно заявке на включение символа в стандарт Unicode, должно указывать на стабильность национальной валюты. Конкретное начертание зависит от шрифта, использованного для вывода символа.

## Использование в качестве сокращения названий денежных единиц
Символ «⃀» используется для представления национальной валюты Кыргызстана — сома (кирг. сом). Он был утверждён в качестве официального символа национальной валюты 27 октября 2016 года постановлением правления Национального банка Кыргызской Республики № 43/4 «Об утверждении графического символа официальной денежной единицы Кыргызской Республики — сом». Данное решение было обнародовано 8 февраля 2017 года.
Решению об утверждении символа сома предшествовал открытый конкурс, который Национальный банк Кыргызской Республики провёл в 2017 году. Как сообщило 13 февраля 2017 года киргизское Новостное агентство Sputnik со ссылкой на исполняющую обязанности начальника управления денежной наличности НБ КР Медину Ашыралиеву, по его итогам победитель не был определён, «утвердили символ, разработанный сотрудниками самого банка». Между тем, сообщило агентство, в данном конкурсе принимал участие дизайнер Константин Бондарь, который представил «два эскиза графического символа сома в рамках конкурса... Один из эскизов, по мнению Бондаря, как две капли воды похож на утвержденный символ».